# Pilar López Júlvez
Pilar López Júlvez (* 4. Juni 1912 in San Sebastián; † 25. März 2008 in Madrid) war eine spanische Tänzerin und Choreografin. Ein Schwerpunkt ihres Tanzes, aber nicht dessen ausschließliches Sujet, war der Flamenco.

## Leben

### Kindheit und Jugend
Pilar López Júlvez war die jüngste von drei Töchtern des Tuchhändler-Ehepaares Félix López und Dominica Júlvez. Ihre fünfzehn Jahre ältere Schwester Encarnación war zum Zeitpunkt ihrer Geburt bereits im Begriff, unter dem Künstlernamen La Argentinita als Sängerin und Tänzerin ein Star der Varietés zu werden. Pilar wurde in San Sebastián geboren, wo sich die Familie wegen des milderen Klimas gerne aufhielt. Der eigentliche Wohnort der Familie war jedoch Madrid. Dort wuchs sie auf. Wie Jahre zuvor ihre ältere Schwester ließen die Eltern sie die Akademie von Julia Castelao besuchen. Bei Amparo Gutiérrez studierte sie Klavier, Gesang und Solfège. Im Alter von fünf Jahren gewann sie, anlässlich einer Hommage an ihre ältere Schwester, in Santander einen Preis für Solfège und brachte das Publikum mit ihrem Tanz zum Staunen. Anlässlich eines Auftritts in Málaga stand in der Zeitung El Popular:

«En esta secunda sección, tomará parte Pilarcita López, hermana de La Argentinita, con un escogido programa de sevillanas, jotas, burlerías, y la famosa zambra gitana. (...)

Muy aplaudida fue anoche Pilarcita López, en unión de su hermana La Argentinita, demostrándonos ser una excelente bailarina.»

„Zu diesem zweiten Teil wird die kleine Pilar López, Schwester von La Argentinita, mit einem ausgewählten Programm von Sevillanas, Jotas, Bulerías und der berühmten Zambra Gitana beitragen. (…)

Gestern Abend erhielt die kleine Pilar López an der Seite ihrer Schwester La Argentinita großen Applaus, indem sie uns zeigte, dass sie eine ausgezeichnete Tänzerin ist.“

Pilar López ging häufig ins Teatro Romea und ließ sich dort von ihrer Schwester, von Pastora Imperio und anderen führenden Künstlerinnen fortbilden. Mit 12 Jahren gab sie ihre ersten kommerziellen Vorstellungen, mit 15 Jahren war sie eine ausgebildete professionelle Tänzerin. Sie trat in verschiedenen Varietés Madrids auf: Im Price, im Príncipe Alfonso, im Teatro de La Latina, im Romea und im Principal. Im Sevillaner Kursal lernte sie La Macarrona und La Malena kennen. Das Publikum in jenem Lokal hatte jedoch wenig Gespür für die Leistungen dieser hervorragenden Tänzerinnen, so dass sie die abendlichen Vorstellungen lustlos und gelangweilt absolvierten. Hinter den Kulissen ließ sich López Júlvez jedoch bereitwillig von den erfahrenen Kolleginnen fortbilden. In dieser Zeit arbeitete sie ihr eigenes Stück aus, in dem sie Klavier spielte, sang und tanzte. 1932 nahm sie der kubanische Komponist Ernesto Lecuona unter Vertrag. Begleitet von zwei Pianisten, Lecuona selbst und Armando Oréfiche, trug sie Stücke von Manuel de Falla, Isaac Albéniz, Enrique Granados sowie einige Lieder von Federico García Lorca vor. Sie lernte Tomás Ríos kennen, einen Musiker in Lecuonas Orchester, den sie später in New York heiratete.

### An der Seite von La Argentinita
1933 trat Pilar López in die Compañía de Bailes Españoles ihrer Schwester La Argentinita ein. Ihren ersten großen Auftritt in der Kompanie ihrer Schwester hatte sie 1933 in Cádiz und Madrid in der Rolle der Lucía in Manuel de Fallas El Amor Brujo. In den folgenden Jahren absolvierte sie fast alle Auftritte an deren Seite. Eine der Ausnahmen war 1934 und 1935 eine Reihe von Auftritten in Madrid gemeinsam mit dem Tänzer Rafael Ortega. Die Glanznummer der Compañía de Bailes Españoles in jener Zeit war Las Calles de Cádiz. Mit ihr tourte die Kompanie durch Spanien und trat im Pariser Théâtre des Champs-Élysées auf.
1938 verließen die Geschwister Madrid. Unter dem Eindruck des Spanischen Bürgerkrieges und Repressalien der franquistischen Obrigkeit ausgesetzt, emigrierten sie über Marokko, Frankreich (Paris), Rotterdam und Buenos Aires nach New York. Dort hatten sie Auftritte vor großem Publikum im Majestic Theatre, in der Metropolitan Opera, in der Carnegie Hall und im Lewisohn Stadium.
1945 starb La Argentinita. Unter Mitnahme der sterblichen Überreste und in Begleitung ihres Ehemannes kehrte Pilar López nach Madrid zurück. Für einige Monate verfiel sie in tiefe Depression und war unfähig, auf der Bühne aufzutreten. Gute Freunde, namentlich Edgar Neville, Conchita Montes, José Greco und Manolo Vargas überzeugten sie jedoch, auf die Bühne zurückzukehren und die Choreografien der verstorbenen Schwester zu zeigen. Dies sei der beste Weg, ihrem Andenken gerecht zu werden.

### DasBallet Españolvon Pilar López
1946 gründete Pilar López ihre eigene Kompanie, das sich ihren Worten zufolge nicht auf einzelne Stars, einschließlich sie selbst, ausrichten sollte, sondern als ganzheitliches Ensemble funktionieren.
Seine Premiere hatte das Ballet Español am 6. Juni 1946 in Madrid mit Choreografien von La Argentinita und von Pilar Lopez selbst. Mit einer eigenen Choreografie, einer von Schmerz getragenen Soleá zu Isaac Albéniz’ Pepita Jiménez, trat sie gemeinsam mit José Greco, Manolo Vargas und Rafael Ortega auf die Bühne. Es folgten die Farruca von Manuel de Falla, Tres bailes del siglo XVIII und Danza XI von Enrique Granados und Escenas castellanas von L. Navarro y Gombau; sodann nach der Pause El café de chinitas von Federico García Lorca, Agua, azucarillos y aguardiente von Federico Chueca und der Boléro von Maurice Ravel. Aufsehen erregte Pastora Imperio mit ihrer Soleá zu El café de chinitas sowie die simultane Begleitung durch drei Gitarristen: Niño Pérez, Ramón Montoya und Luis Maravillas. Publikum und Kritik würdigten die Vorstellung als Hommage an La Argentinita und als Fortsetzung ihres Werkes. Im Gedenken an sie applaudierte das Publikum mehr als zehn Minuten.
Die erfolgreichen Auftritte in Madrid wurden zum Sprungbrett für weltweite Tourneen. Von 1946 bis 1973 gastierte das Ballet Español in Edinburgh, Paris, Stockholm, Oslo, Lissabon und Brüssel, in Lateinamerika und schließlich auch im Mittleren und Fernen Osten. Auch das Repertoire wuchs ständig. So entstanden nach und nach die Choreografien zu den Musikstücken:
- Puerta de Tierra, Rumores de la Caleta, Triana und El Polo von Isaac Albéniz;
- El vito von M. Infante;
- Suite vasca von José María Franco;
- Alborada del Gracioso von Maurice Ravel;
- El sombrero de tres picos von Manuel de Falla.

Einen nachhaltigen Beitrag zur Geschichte des spanischen Tanzes leistete Pilar López mit drei Choreografien, die sie 1947 und 1948 schuf: Los cabales, Flamencos de la Trinidad und El Zapateado de Perchel.
In Los cabales tanzte sie die Soleá und die Seguiriya. Die Soleá präsentierte mit der gebotenen Eleganz und Feierlichkeit. Die Seguiriya hatte erst seit wenigen Jahren überhaupt als Tanz existiert, dank der Kreativität von Vicente Escudero. Zuvor war sie nur gesungen und musiziert worden. Pilar López bereicherte Escuderos Entwurf durch eine neue Form des Dialogs der Tänzerin mit der Gitarre. Sie brachte ihre perkussive Fußtechnik in besonders kreativer Art zur Geltung und führte Kastagnetten in die Seguiriya ein.
In Flamencos de la Trinidad schuf sie einen maßgeblichen Kanon für die Caña. La Argentinita hatte diesen Tanz schon in den Vereinigten Staaten getanzt, aber auf den Bühnen Spaniens war er so gut wie unbekannt. Pilar López übernahm ihn nicht einfach, sondern gestaltete ihn gemeinsam mit Alejandro Vega vollkommen neu: als nuancenreichen, majestätischen Tanz mit präzisem Rhythmus und betontem Einsatz der Pausen.

«Pilar baila la caña prestándole la majestad se su ritmo sin necesidad de acudir a contorsiones y a jeribeques fuera de tono; lo baila marcando los pasos y las posturas con la elegancia de lo liso, de lo que se desliza sin aparente esfuerzo. Alejandro Vega, asimismo, marca el baile con fuerza y salero, sin desbordamientos que rayen en el ridículo.»

„Im Tanz der Caña bringt Pilar deren majestätischen Rhythmus zur Geltung, ohne zu Windungen und Grimassen greifen zu müssen; sie tanzt und markiert die Schritte und Haltungen mit schlichter Eleganz, ohne sichtbare Anstrengung gleitend. Alejandro Vega markiert den Tanz ebenfalls mit Kraft und Anmut, ohne irgendeinen Anflug von lächerlichem Übermaß.“

Im Zapateado del Perchel tanzte Roberto Ximénez eine meisterhafte Hommage an seinen Lehrer El Estampío. Auch in seiner weiteren Karriere, nach seinem Ausscheiden aus der Compañía von Pilar López, pflegte Roberto Ximénez diesen Tanz zu tanzen. Er nannte ihn dann Zapateado del Estampío.
Zu Beginn der 1950er Jahre brachte Pilar López El concierto de Aranjuez von Jaoquín Rodrigo auf die Bühne. Zu den drei Sätzen des Orchesterstücks schuf sie drei Choreografien, die sie Atardecer (Abenddämmerung), Noche (Nacht) und Día (Tag) nannte. Ernesto Halffter dirigierte das Orchester. José Luis Navarro García schrieb, das Stück sei eine „außergewöhnliche Kommunikation zwischen einem der besten Stücke zeitgenössischer spanischer Musik und einer höchst ideenreichen Choreografie.“

«No creo exagerar que si afirmo que el “Concierto de Aranjuez” es lo más puro que en estos últimos tiempos nos ha presentado como expresión de lo que puede ser un ballet, sin contaminaciones que le son extrañas, sin zarandajas pretenciosas, sin efectismos fáciles, sin concesiones al divismo y, sobre todo, sin literatura. Baile, baile, y nada más que baile.»

„Ich glaube nicht, dass ich übertreibe, wenn ich sage, dass das Concierto de Aranjuez das Reinste ist, was sie (Pilar López) uns in letzter Zeit als Ausdruck dessen präsentiert hat, was ein Ballett sein kann, ohne Verunreinigungen, die ihm fremd sind, ohne eitle Nichtigkeiten, ohne einfache Effekthascherei, ohne Zugeständnisse an Vergötterung und vor allem ohne Literatur. Tanz, Tanz und nichts als Tanz.“

1978, 2001 und 2002 führte das Ballet Nacional de España El concierto de Aranjuez erneut auf.
Ferner schuf sie in den 1950er Jahren Choreografien zu:
- La zapatera y el embozado von Jesús García Leoz;
- El pelele von Enrique Granados;
- El cabrillero y Navideña, eine pastorale Romanze von Jesús Romo;
- El cojo enamorado von Ernesto Halffter.
- Préludes und Images von Claude Debussy. Zu Images (spanischer Titel: Imágenes) entwickelte sie Stück für Stück eine Konfrontation von Flamenco und Escuela bolera, ohne dass sie eine der beiden Gattungen die Oberhand gewinnen ließ. Mit ihr gemeinsam tanzten El Güito,[26] Mario Maya, Antonio Gades, Curro Vélez und Alberto Portillo.[27]

Madrid Flamenco komplettiert das choreografische Schaffen von Pilar López in den 1950er Jahren. In diesem Stück führte sie eine Choreografie zum Caracol ein, einem Palo, zu dem noch nie zuvor jemand auf der Bühne getanzt hatte.
In dem Film Duende y misterio del flamenco unter der Regie von Edgar Neville trug Pilar López zu einem Zeitzeugnis des spanischen Tanzes bei. Sie ist mit einer Auswahl von Flamenco- und Bolero-Tänzen zu sehen. Mit ihrer Kompanie tanzte sie darin Panaderos und Caracoles. Auch Roberto Ximénez ist in diesem Film mit seinem Zapateado del Perchel zu sehen.

### Pilar López alsMaestra
Viele Tänzerinnen und Tänzern, die im Ballet Español tanzten, durchliefen anschließend eine herausragende künstlerische Karriere. Antonio Gades trat mit sechzehn Jahren in die Kompanie ein, Mario Maya mit vierzehn und El Güito im Alter von erst dreizehn Jahren. «Una de las mejores forjadoras de talentos que ha tenido España» – „eine der besten Talentschmiedinnen, die Spanien je hatte“, schrieb Juan María Bourio über sie. Weiterhin bemerkenswert sind:
| Name             | im Ballet Español | Spätere Karriere |
| ---------------- | ----------------- | --- |
| Roberto Ximénez  | 1948–1954         | 1955 eigene Kompanie Ballet Español Ximénez-Vargas mit Manolo Vargas. Auftritte der Kompanie weltweit. Professur für Tanz.         |
| Manolo Vargas    | 1946–1954         | 1955 eigene Kompanie Ballet Español Ximénez-Vargas mit Roberto Ximénez. Auftritte der Kompanie weltweit.                           |
| Paco de Alba     | 1958–1962         | 1963 eigene Kompanie. 1963 Premio Nacional de la Interpretación coreográfica und 1967 Premio Base Escandamo für den besten Tänzer. |
| Curro Vélez      | 1957–?            | Gründer des bekannten Tablao El Arenal in Sevilla.                                                                                 |
| José el Camborio | 1960er Jahre      | Eigene Kompanie mit seiner Ehefrau Lucía Real. Auftritte in einer Reihe von Opern von Franco Zeffirelli.                           |
| José Toledano    | ?                 | Eigene Ballettkompanie in den USA; zahlreiche Filmauftritte.                                                                       |
| José de la Vega  | 1956              | 1960 eigene Kompanie mit umfangreiche Auslandstourneen und Auftritten im Teatro de le Zarzuela.                                    |
| Paco de Ronda    | vier Jahre        | 1960 eigene Kompanie. Internationale Karriere in Europa und USA.                                                                   |
| Ángel García     | ?                 | Gründete 1969 das Ballet Antología.                                                                                                |

Für andere prägende Persönlichkeiten, die schon professionell ausgebildet waren, war das Ballet Español ein weiterer Schritt in ihrer Laufbahn, unter anderem für Farruco und José Granero.

### Zusammenarbeit mit Manolo Caracol
1956 schloss sich Pilar López der Kompanie von Manolo Caracol an. Bei ihrer Entscheidung mag eine Rolle gespielt haben, dass ihr Ehemann Tomás Ríos zu diesem Engagement riet. Kommerziell war das Projekt kein Erfolg, jedoch äußerte sich Pilar López positiv zu der künstlerischen Qualität:

«Yo estaba deseando en el espectáculo que viniera esa soleá porque lo pasaba bárbaro. Soy una gran admiradora (…) de la voz de Manolo Caracol, es un hombre qui tiene algo especial, que no se puede imitar. (…) Tiene un quejido, una cosa especial, una voz única. Lo pasábamos muy bien.»

„Ich hatte gewünscht, dass diese Soleá in der Vorstellung kommt, weil sie großartig war. Ich bin eine große Bewunderin (…) der Stimme von Manolo Caracol, er ist ein Mann, der etwas Besonderes hat, das nicht imitiert werden kann. (....) Er hat ein Klagen, etwas Besonderes, eine einzigartige Stimme. Wir hatten eine sehr gute Zeit.“

Außerdem wurde Pilar López damit einem Publikum bekannt, dass mehr Affinität zum Gesang als zum Ballett hatte.

### Rückkehr zur Eigenständigkeit
Nachdem sie den Vertrag mit Manolo Caracol erfüllt hatte, wandte sie sich wieder dem Schaffen eigener Choreografien für die Theaterbühnen zu. 1957 inszenierte sie Carmen von Georges Bizet und in den 1960er Jahren die Farandole, gleichfalls von Georges Bizet. Ferner choreografierte sie Baile de las siete batas und Chuflillas de Cádiz, del Puerto y de Jerez von Soirt. 1967 gestaltete sie die Show zum Ersten Mai im Bernabéu-Stadion in Madrid. Sie inszenierte die Feier als Hommage an Enrique Granados, der hundert Jahre zuvor geboren worden war. Zum Rhythmus der katalanischen Sardana ließ sie die Tanzgruppen die Schritte der typischen Tänze der einzelnen Regionen Spaniens tanzen.

### Abschied von der Bühne
In den 1970er Jahren trat sie nochmals mit ihrer Interpretation der Seguiriya in der Fernsehserie Rito y geografía del baile auf. 1974, anlässlich einer Hommage an Vicente Escudero, tanzte sie die Caña und den Feuertanz aus El amor brujo. Danach entschied sie, dass es Zeit sei, sich von der Bühne zu verabschieden. Sporadisch tanzte sie noch in kleinerem Rahmen einige Male eine Bulería. 1979 betreute sie als Mentorin die Neuinszenierung des Ballet Nacional von Concierto de Aranjuez. Danach zog sie sich vollkommen ins Privatleben zurück. Auch das Angebot einer Professur am madrilenischen Conservatório de Música y Danza schlug sie aus. 2001 und 2002, in hohem Alter, betreute sie jedoch erneut eine Inszenierung von Concierto de Aranjuez beim Ballet Nacional. und nahm teil an einer Hommage an Antonio Ruiz Soler in den Räumen seines früheren Studios in Madrid.
Pilar López starb am 25. März 2008, im Alter von 95 Jahren, in Madrid.

## Rezeption
Pilar López ist allgemein anerkannt als eine der herausragenden spanischen Tänzerinnen ihrer Zeit. Navarro García nennt ihren Stil feierlich, schlicht und ernst und gerade deswegen majestätisch. Auch ihr meisterhafter Einsatz der Kastagnetten zeichne sie aus.

«Pilar baila con fuego, con entrega total, pero siempre dentro de unos límites, los del buen gusto.»

„Pilar tanzt mit Feuer, mit völliger Hingabe, aber immer innerhalb gewisser Grenzen, jenen des guten Geschmacks.“

Ángel Álvarez Caballero widmete ihr 1997 anlässlich des Festival del Cante de las minas in La Unión eine ausführliche Biografie.
Giulio Cardi schrieb anlässlich einer Vorstellung des Sombrero de tres picos:

„Ihre Choreographien sind Werke maximaler Intelligenz, des Geschmacks, der Wissenschaft der Bewegung von Individuen und Gruppen, der narrativen Lebendigkeit und der szenischen Sensibilität. (....) Ihre Tänze und Choreographien zeichnen sich durch extreme Würde und stilistische Raffinesse aus. Ihre strenge Schule, die durchdachte und tiefgründige Vorbereitung, die Ernsthaftigkeit der Proben, wirken in (...) jeder Bewegung, in jeder Komposition des gesamten Tanzkörpers, ohne die natürliche Entwicklung des gesamten Tanzkörpers und den Ausdruck der persönlichen Talente jedes Tänzers zu behindern.“

## Auszeichnungen
Doña Pilar López wurde im Lauf ihres Lebens mit einer Fülle von Preisen und Auszeichnungen geehrt, darunter:
- 1944 und 1945 Preis der New Yorker Presse
- 1948 Premio Nacional Coreográfico Amadeo Vives
- 1954 Goldmedaille des Circulo de Bellas Artes, Madrid
- 1960 Goldmedaille des Festivals von Osaka
- 1961 Premio Nacional de Interpretación Coreográfica des Consejo Superior del Teatro
- 1964 Premio Giralda für die beste Tänzerin des Festivals von Sevilla
- 1965 Lazo de Dama des Orden de Isabel la Católica
- 1966 Goldmedaille für Kunst, Wissenschaft und Literatur der Académie Française
- 1973 Premio Extraordinario de Teatro de Interpretación Coreográfica
- 1976 Sagittario d’Oro von Italien
- 1977 Nationaler Preis der Catédra[51] de Flamenencología y Estudios Folklóricos von Jerez de la Frontera
- 1982 Goldmedaille des Círculo de Bellas Artes, Madrid[46]
- 1988 Maestra del Baile bei der Biennale von Sevilla
- 1995 Goldmedaille von Andalusien
- 2006 Premio Max de Honor de Artes Escenicas[46]